# 根村亮
根村 亮（ねむら りょう、1957年 - ）は思想史家。専門はロシア思想史。新潟工科大学工学部教養系教授。

## 経歴
1957年、作家で英文学者の丸谷才一と演劇評論家の根村絢子の長男として東京に生まれた。成蹊高等学校を経て、1983年、横浜国立大学経済学部国際経済学科を卒業。一橋大学大学院社会学研究科に進んで、中村喜和に師事した。修士課程修了後、1992年に一橋大学大学院社会学研究科博士課程を単位取得満期退学。
その後は、1992年から1993年まで一橋大学助手。1995年から新潟工科大学工学部物質生物システム工学科助教授。2010年に新潟工科大学工学部教養系教授に昇進。

## 家族・親族
- 父：丸谷才一は作家。芥川賞受賞者。
- 母：根村絢子は演劇評論家。
- 従兄弟：落合良。
- 従伯父：山本甚作は画家